# Mutant 4x4
Mutant 4x4 war ein britischer Hersteller von Automobilen.

## Unternehmensgeschichte
Kevin Dempsey gründete 2009 das Unternehmen in Ashford in der Grafschaft Surrey. Es bestand eine Verbindung zu Automotive Key Security. Die Produktion von Automobilen und Kits begann. Der Markenname lautete Mutant. 2012 endete die Produktion. Bereits in den ersten beiden Jahren entstanden etwa zwei Exemplare.

## Fahrzeuge
Das einzige Modell war der 4x4, entworfen von Steve Bennett, der zuvor für Dakar 4x4 Design & Conversions tätig war. Dies war ein Geländewagen. Die Basis bildete das Fahrgestell vom Land Rover Discovery. Ein Fahrzeug mit dem britischen Kennzeichen G 765 ARV ist abgebildet.